# Carmina triumphalia
I Carmi trionfali (in latino Carmina triumphalia) sono una delle forme preletterarie appartenenti alla letteratura latina. Essi sono caratterizzati dall'utilizzo del verso e dall'oralità; infatti non venivano trascritti, ma solamente recitati. Gli unici esempi conosciuti sono stati tramandati grazie ad alcuni autori, che li hanno citati nelle loro opere.

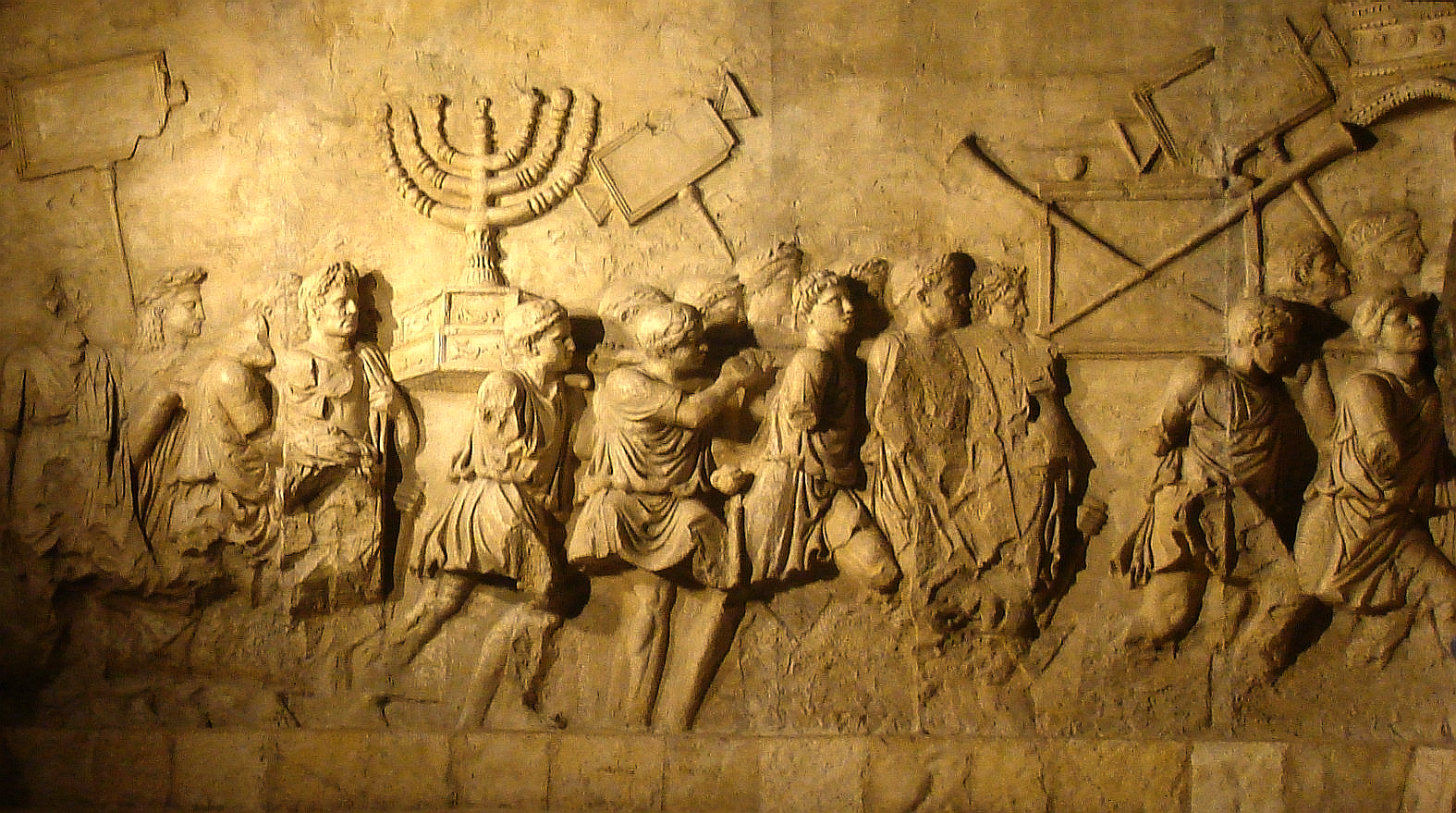
Un rilievo romano rappresenta il sacro rito del Triumphus. Si tratta della processione trionfale di Tito.

Durante la cerimonia del trionfo un corteo formato dalle massime autorità romane, dal generale vittorioso e dai suoi soldati sfilava dalla Porta Triumphalis al Campidoglio. In questa occasione, i legionari romani improvvisavano tali carmina.
Questi canti erano il risultato dell'unione di frasi di lode verso il comandante vincitore assieme a frasi di scherno. Infatti i soldati, approfittando dell'atmosfera festosa e permissiva, non si limitavano ad elogiare il loro comandante, ma ne facevano oggetto di ilarità, prendendolo in giro. La funzione di tali carmina era quella di moderare l'esaltazione del successo mediante lo scherno e non suscitare superbia nel condottiero vittorioso celebrato.

Poiché con questi canti si derideva il trionfatore, i Carmi trionfali sono considerati dei Fescennini.
Agli studiosi questa pratica è parsa sorprendente, vista la grande disciplina e il rigore che vigeva in tutti gli aspetti della società romana e soprattutto in ambiente militare.
Tra i Carmina triumphalia giunti fino a noi abbiamo quelli che i soldati cantarono durante il trionfo di Cesare. A riportarlo è lo storico Svetonio, in un carmen in cui si fa allusione all'omosessualità di Cesare.
(Svetonio)
Un altro esempio di carmen, ancora riferito a  Giulio Cesare, è quello trascritto dai biografi dello stesso condottiero e recitato in occasione della vittoria sui Galli riportata nel 46 a.C. In questi due versi i soldati scherzano sulla calvizie del loro comandante, di cui evidenziavano soprattutto aspetti legati alla vita sessuale e al modo, alquanto discutibile, di gestire il denaro.